# قورارة
قورارة هي منطقة جزائرية تقع في الجنوب الغربي من البلد مكونة من عدة واحات وقصور يحيط بها العرق الغربي الكبير شمالا منطقة توات والساورة في الغرب فهضبة تادمايت في الجنوب والشرق 
تابعة إداريا لولاية أدرار 
معروفة بقصورها وواحاتها الخلابة ونظام السقي الفقارة الفريد من نوعه.

## الفنون والتقاليد الشعبية
تنفرد قورارة بطابــع فلكلوري هو أهل الليل طابع ذي إيقاع موسيقي (و كلمة أهــل اللـيل تعــنى بالــزناتية لهـجـة منطقة قورارة). قيام الليل ويعنى فيه المديح الديني وشعر الغزل.
أما الطــبوع الأخــرى كالبارود، الحضرة، قرقابو والتويزة فهي لا تختلف عن المناطق الأخرى من الولاية. 

## الصناعات تقليدية
تعرف المنطقة بصناعة كالسلالـة والليــف والنسيج والفضة والحدادة وتشتهر بــصناعة النسيج وخــاصة زربية فاتيس التي تعدت شهرتها الحدود الجزائرية. 

## من مدن قورارة
- تيميمون، أجدير، أوقروت، أولاد سعيد...

## وصلات خارجية
1. ↑  "سكان قورارة بأدرار يطالبون النواب الجدد بتحريك التنمية". الشروق. 2017/04/11. {{استشهاد ويب}}: تحقق من التاريخ في: |تاريخ= (مساعدة)
2. ↑  "أوهليل قورارة.. تراث شعبي جزائري يقاوم الاندثار بين "الليل" و"الهلال" | Maghrebvoices". www.maghrebvoices.com. اطلع عليه بتاريخ 2024-05-22.